# Edward Frederick Anderson
Edward Frederick Anderson (Covina, 17 giugno 1932 – 29 marzo 2001) è stato un botanico statunitense.
Ha concentrato la sua attività nello studio delle piante succulente, in particolare delle Cactaceae. Ha praticato molti studi sul campo, conducendo la sua ricerca di base nel Desert Botanical Garden di Phoenix in Arizona.

## Alcune opere
- Threatened Cacti of Mexico, Kew, Royal Botanic Gardens, 1994.
- Peyote: The Divine Cactus, Tucson, University of Arizona Press, 1996.
- The Cactus family, Portland, Timber Press, 2001.